# آب‌باریک (ورامین)
آب‌باریک (ورامین)، روستایی از توابع بخش جوادآباد شهرستان ورامین در استان تهران ایران است.

## جمعیت
این روستا در دهستان بهنام وسط جنوبی قرار دارد و براساس سرشماری مرکز آمار ایران در سال ۱۳۸۵، جمعیت آن ۱٬۷۵۵ نفر (۴۲۹خانوار) بوده‌است.

## وجه تسمیه
در فرهنگ جغرافیایی ایران ، رزم آرا درباره این ده اینگونه آمده است:آب باریک دهی جزو دهستان بهنام وسط بخش ورامین شهرستان تهران است.آب و هوای آن جلگه‌ای متعادل است.تعداد سکنه آن ۱۳۳۹ و مردمان ده شیعه مذهب و فارسی زبان هستند.
محصولات آن غلات ، صیفی‌جات و چغندر است.

## آثار تاریخی

### امامزاده باغ
امامزاده باغ که در شرق روستای آب باریک کناره جاده دمز آباد به فاصله ۵۰۰ متری جنوب جاده می باشد . دارای ساختمان چهارگوش است که متولی و بانی آن آقایان تاجیک و ایروانی هستند که از معجزات و کرامات آن بسیار تعریف می کنند و نذورات بسیار توسط روستای اطراف اهداء می شود . امکانات جهت پخت و پز و پخش این نذورات در این امامزاده مهیا می باشد .